# پاونا
پاونا (انگلیسی: Pauna) نام شهری در کشور کلمبیا است.